# Barão de Massarelos
Barão de Massarelos é um título nobiliárquico criado por D. Maria II de Portugal, por Decreto de 21 de Maio de 1847, em favor de Joaquim Augusto Kopke Schwerin de Sousa.
Titulares
1. Joaquim Augusto Kopke Schwerin de Sousa, 1.º Barão de Massarelos.